# Hribac
Hribac je naselje u Hrvatskoj u sastavu općine Skrada. Nalazi se u Primorsko-goranskoj županiji.

## Zemljopis
Sjeverno je Malo Selce, sjeveroistočno su Divjake i Gramalj, istočno je Bukov Vrh, jugozapadno je Kupjak, sjeverozapadno su Podstena, Veliko Selce i Skrad.

## Stanovništvo
| broj stanovnika | 120   | 97    | 91    | 67    | 77    | 92    | 88    | 110   | 97    | 101   | 103   | 93    | 58    | 47    | 32    | 20    | 17    |
|                 | 1857. | 1869. | 1880. | 1890. | 1900. | 1910. | 1921. | 1931. | 1948. | 1953. | 1961. | 1971. | 1981. | 1991. | 2001. | 2011. | 2021. |